# 换乘站

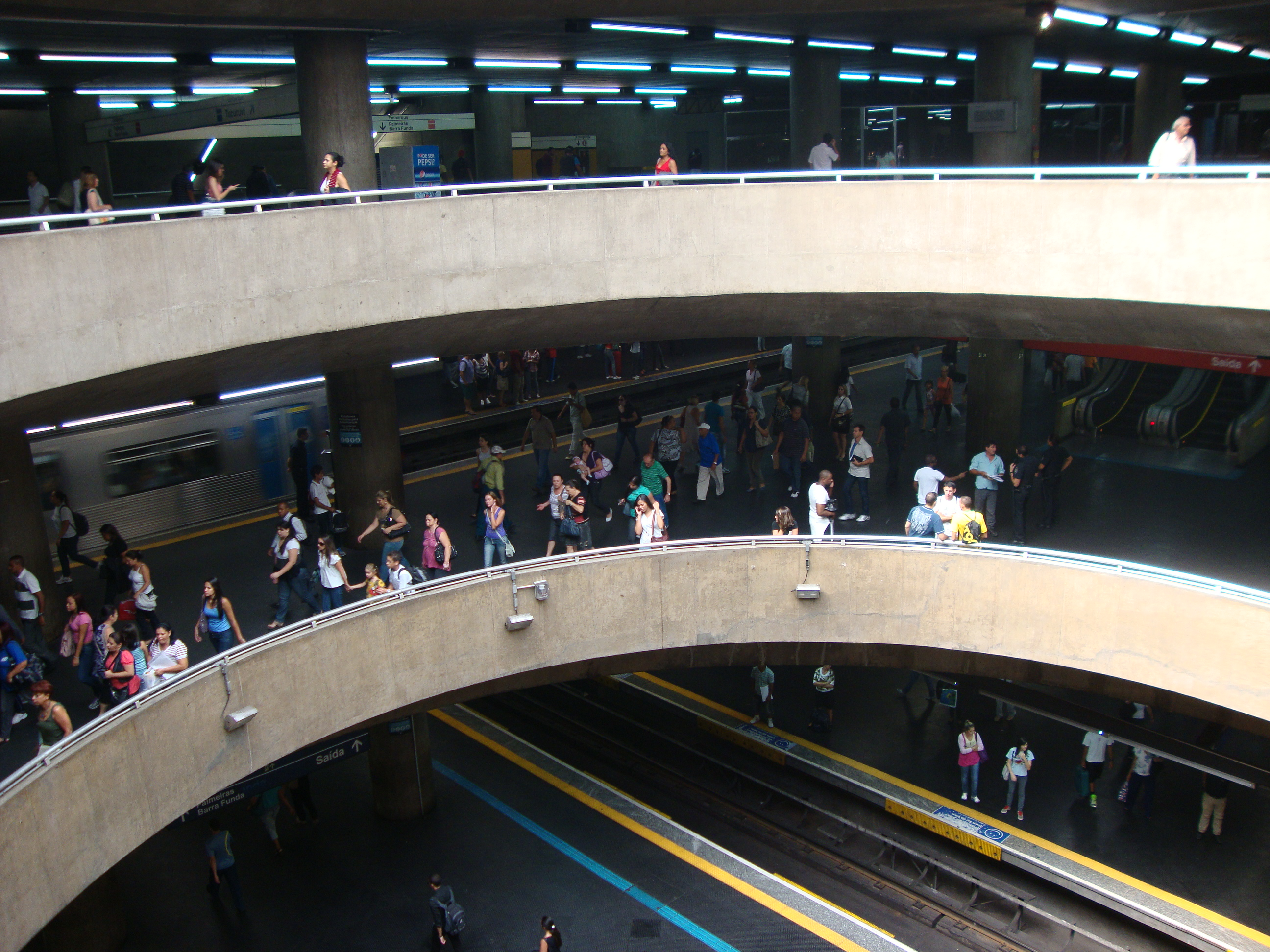
巴西聖保羅地鐵主教座堂站內垂直交會的1號線、3號線兩層月台

换乘站（英語：Interchange Station）是一個城市軌道交通系統的專用詞。意思是指一個或多個鐵路車站，供乘客在不同路線之間，在不離開車站付費區的情況下，進行跨線乘坐列車的行為。
普遍情況下，乘客需在某個車站下車，由原本乘坐的路線，轉換至另一條路線以繼續行程。然而，在直通運轉的情況下，乘客到達兩線間的街接車站時，留在車廂上就可以隨列車由原本路線前往另一路線。
需離開車站付費區，才可乘坐其他路線列車的車站稱為付費區外轉乘站。其中，臺灣統稱為轉乘站（高雄捷運現階段稱為交會站），香港統稱為轉車站或轉乘站，中國大陸統稱為換乘站或出站换乘站，而馬來西亞和新加坡則統稱為轉換站。
值得注意的是，若車站有多於兩條路線，但只有部分路線的月台位於同一付費區內，則該站同時是转乘站和換乘站。譬如上海地鐵上海火車站站是3號線和4號線的換乘站（3、4號線之間可進行付費區內換乘）。可是，該站亦是1號線和上述两线的转乘站（1號線月台並沒有設付費區內通道前往3、4號線月台，因此1號線與3/4號線之間需進行付費區外轉乘）。

## 換乘與購票
在同一鐵路系統內，由一路線透過付費區內換乘另一路線普遍不用另外購票。
若兩條路線分屬不同的鐵路系統，而乘客持有的鐵路票券或支付方式不適用於換乘後的路線，就需要在付費區內轉車時補繳車資 / 購買下一程的車票。
譬如在大倫敦的南萊斯里普站，為倫敦地鐵中央線和英國國家鐵路的換乘站。在該站，乘客毋須通過轉車閘機，就可在同一付費區內於地鐵、國鐵間換乘。雖然如此，若乘客使用蠔卡或其他非接觸式支付系統（兩者在奇爾特恩鐵路的適用範圍均只限於大倫敦內的路段），並於該站從地鐵轉乘國鐵至大倫敦以外的地方，就需要於付費區內的驗票機拍卡（以結算第一段旅程的車資），並於付費區內的國鐵售票機購買第二程的車票。

## 換乘方式
換乘大致可分為同月台換乘、跨月台換乘、垂直換乘、大厅換乘、通道換乘等五種方式。其中同月台換乘及跨月台換乘都是較便捷的換乘方式，而通道換乘則被認為屬於較不便捷的換乘方式。
在直通運轉的情況下，乘客只需在起始車站選乘直通運轉的列車（若非所有班次都於兩線間直通運轉）即可，此為最便捷的換乘方式。

### 同月台換乘
同月台換乘是直通運轉以外最便捷的換乘方式。乘客下車後在同條軌道旁的同個月台等候另一條路線列車進站，即可轉車。乘客主要於下列情況下需要同月台換乘：
- 同一路線中的主線及支線共線路段
- 不同路線間的共線路段（如紐約地鐵區公所／法庭街車站可於2號線、3號線間同月台同方向換乘）
- 乘客乘搭短途班次後轉乘正常班次（如港鐵觀塘綫繁忙時段部分班次不往黃埔站、深圳地鐵部分路綫在繁忙時段實行大小交路模式等）。

同月台換乘站的例子有：
1. 東京地下鐵南北線與都營地下鐵三田線共線運行的目黑站至白金高輪站、東京地鐵有樂町線與東京地鐵副都心線共線運行的和光市站至小竹向原站；
2. 港鐵東鐵綫上水站[註 2]轉乘另一列列車前往羅湖站或落馬洲站；港鐵東鐵綫沙田站／大學站轉乘另一列列車前往火炭站或馬場站[註 3]；將軍澳綫將軍澳站[註 4]換乘另一列車前往寶琳站（經坑口站）或康城站、港鐵觀塘綫何文田站[註 5]轉乘另一列車前往黃埔站；
3. 上海轨道交通三号线与上海轨道交通四号线共线运行的宝山路站至虹桥路站路段
4. 台北捷運新莊中和線與蘆洲中和線共線運行的南勢角站至大橋頭站路段。
5. 台北捷運新店線與小碧潭支線共線運行的七張站。
6. 巴生谷综合运输系统轻快铁安邦线与大城堡线共線运行的冼都东站至陈秀连站路段
7. 巴生谷综合运输系统通勤铁路芙蓉线与巴生港线共線运行的布特拉站至吉隆坡中央车站路段。
8. 洛杉磯軌道交通：第7街／大都會中心站（僅限B線與D線之間）
9. 倫敦地鐵環線、漢默史密斯及城市線和大都會線的共線路段可供乘客於三線間同月台同方向換乘

### 跨月台轉乘
跨月台轉乘與同月台轉乘一樣，都是較便捷的轉乘方式。乘客下車後直接步行到同月台彼端的另一條軌道旁候車，中途無需轉換樓層即可轉車。在部分車站中，兩線月台間的距離可能相距較遠。例子有：
1. 臺北捷運中正紀念堂站（淡水信義線、松山新店線）、西門站（松山新店線、板南線）、古亭站（松山新店線、中和新蘆線）與東門站（淡水信義線、中和新蘆線）；
2. 香港鐵路北角站（港島線、將軍澳線）、油塘站、調景嶺站（觀塘線、將軍澳線）、將軍澳站（寶琳站，坑口站往返康城站）、太子站、旺角站（觀塘線、荃灣線）、金鐘站（港島線、荃灣線）、荔景站（荃灣線、東涌線同方向轉乘）、南昌站（東涌綫香港方向、屯馬綫屯門方向，两线站台间有短通道连接，属于半通道半同台换乘）、大圍站（東鐵綫金鐘方向、屯馬綫屯門方向，两线站台间有短通道连接，属于半通道半同台换乘）；
3. 深圳地铁老街站（深圳地鐵1號線、深圳地鐵3號線）、黄贝岭站（深圳地鐵2號線、深圳地鐵5號線）、红樹湾南站（深圳地鐵9號線、深圳地鐵11號線）、车公庙站（深圳地铁7号线、深圳地铁9号线）、岗厦北站（深圳地铁11号线、深圳地铁14号线）、南油站（深圳地铁9号线、深圳地铁12号线)；
4. 上海轨道交通东方体育中心站（上海軌道交通6號線、上海軌道交通11号线）、虹桥火车站站（上海轨道交通2号线、17号线）、虹桥2号航站楼站（上海轨道交通2号线往浦东1号2号航站楼方向、10号线往基隆路方向）、港城路站（上海轨道交通6号线、10号线，限6号线终到港城路站换乘对面10号线基隆路方向）
5. 北京地铁郭公庄站（北京地铁9号线、北京地铁房山线）、国家图书馆站（北京地铁4号线、北京地铁9号线）、南锣鼓巷站（北京地铁6号线、北京地铁8号线，两线站台间有短通道连接，属于半通道半同台换乘）、朱辛庄站（北京地铁8号线、北京地铁昌平线）、北京西站（北京地铁7号线、北京地铁9号线，限7号线终到北京西站换乘对面9号线往国家图书馆方向）；
6. 广州地铁及佛山地鐵嘉禾望岗站（廣州地鐵2號線、廣州地鐵3號線）、沙园站（广州地铁8号线、广佛线）、广州南站（广州地铁2号线、廣州地鐵7號線）、镇龙站（广州地铁14号线、广州地铁21号线）、番禺廣場站（广州地铁18号线、广州地铁22号线）、北滘公園站（广州地铁7号线、佛山地鐵3號線）、林岳西站（佛山地鐵2號線、南海有軌電車1號線）；
7. 成都地铁中医大·省医院站（成都地铁2号线、成都地铁4号线）、西北橋站（成都地铁5号线、成都地铁6号线）、福田站（成都地铁18号线、成都地铁S3线）
8. 武汉地铁洪山广场站和中南路站（武汉地铁2号线、4号线，这是中国内地首个连续同台换乘的案例[1]）、宏图大道站（武汉地铁2号线、3号线）、钟家村站（武汉地铁4号线、6号线）、香港路站（武汉地铁3号线、7号线）
9. 南京地铁南京南站（南京地铁1号线、南京地铁3号线）、翔宇路南站（南京地铁S1号线、南京地铁S9号线）
10. 杭州地铁火车东站和彭埠站（杭州地铁1号线、4号线）、钱江路站（杭州地铁2号线、4号线）、客运中心站（杭州地铁1号线、9号线）、中医药大学站（杭州地铁4号线、6号线）、西湖文化广场站和武林广场站（杭州地铁1号线、3号线）、新天地街站（杭州地铁3号线、4号线）、绿汀路站（杭州地铁3号线、16号线）、火车西站站（杭州地铁3号线、19号线）、观音塘站（杭州地铁7号线、9号线）。
11. 天津地铁天津站（天津地铁2号线、9号线）
12. 東京地下鐵赤坂見附站（銀座線、丸之內線）、表參道站（銀座線、半藏門線）
13. 京成電鐵青砥站
14. 東橫線轉乘特急、急行或各停列車
15. 新加坡地鐵海灣舫站、政府大廈站、萊佛士坊站
16. 巴生谷综合运输系统轻快铁陈秀连站（安邦线、大城堡线）、布特拉高原站（大城堡线、格拉那再也线）
17. 巴生谷综合运输系统捷运桂莎白沙罗站（加影线、布城线）

### 垂直换乘
在部分車站，由於兩線月台以疊式、十字、T形等方式上下排列（即其中一線的月台位於另一線上或下方），乘客就需要進行垂直换乘。乘客下車後需利用斜道／樓梯／電扶梯／電梯等方式，到達位於另一樓層的月台轉車。若兩線月台之間的垂直距離過大，或因空間限制而未能設立直接連繫兩線月台層的斜道／樓梯／電扶梯／電梯，就需要於上下兩層月台之間增加換乘層。在部分車站，換乘層同時亦設立了車站的大堂，譬如台北捷運大安站，文湖線月台位於地上三層，該線乘客需要經過地面的文湖線大堂、轉換連通層及地下一層的淡水信義線大堂，才能抵達位於地下二層的淡水信義線月台。
另外，在部分車站，由於兩線月台是以平行、並排形式的排列，因此乘客需要先到達轉乘層或大廳層跨越軌道／使用天橋或行人隧道越過軌道，才能到達另一線月台。

#### 不用經換乘層的垂直换乘
例子有：
1. 上海轨道交通大连路站、浦东大道站、西藏南路站、大木桥路站、东安路站、东明路站、高科西路站、长寿路站、肇嘉浜路站、龙华中路站、耀华路站、江浦路站、四平路站、曲阜路站、大世界站、老西门站、陆家浜路站、东方体育中心站（6/11号线与8号线之间）、徐家汇站（9号线与11号线之间）、嘉善路站、蓝天路站、交通大学站、陕西南路站（10号线与12号线之间）、一大会址·新天地站、天潼路站、上海西站站、真如站、隆德路站、御桥站（仅限11号线与18号线长江南路方向之间）、罗山路站、汉中路站（12号线与13号线之间）、江浦公园站、莲溪路站、铜川路站、昌邑路站
2. 北京地铁六里桥站、西二旗站、惠新西街南口站、呼家楼站、七里庄站
3. 廣州地鐵及佛山地鐵公園前站、珠江新城站、客村站、车陂南站、万胜围站、昌岗站、大学城南站、鱼珠站、沥滘站、灣華站
4. 深圳地鐵會展中心站、福田站（轉乘3號線，或從3號線換乘2/11號線）、世界之窗站、寶安中心站、田貝站、華新站、石廈站、紅嶺北站、西麗站、太安站、安托山站、前灣站、景田站、松崗站、銀湖站、五和站、蓮花村站等；
5. 武汉地铁王家湾站、岳家嘴站、武汉商务区站、东风公司站
6. 杭州地铁江陵路站、近江站、城站站、打鐵關站、人民廣場站、錢江世紀城站、建國北路站、學院路站、三壩站、綠汀路站（3/16號線與5號線之間）、善賢站、南星橋站、杭行路站、創景路站、和睦站、江城路站、長河站、奧體中心站、三堡站、青六中路站、文三路站
7. 天津地铁大部分换乘站均为站台间垂直换乘的设计。
8. 其他設有垂直换乘站的中國大陸地鐵系統：长沙地铁（五一广场站、沙湾公园站、黄土岭站）、南京地铁（新街口、鸡鸣寺站）、苏州地铁（广济南路站）、无锡地铁（三阳广场站）、徐州地铁（彭城广场站、淮塔站）、成都地铁（天府广场站）、西安地铁（北大街站）、沈阳地铁（青年大街站）
9. 港鐵中环站 (荃湾线、港岛线)、金鐘站 (港島綫、荃灣綫同方向與南港岛线、東鐵綫之間互相轉乘)、油麻地站（觀塘綫、荃灣綫) 、何文田站(只限使用升降機)、紅磡站（東鐵線、屯馬線）
10. 臺北捷運中山站、松江南京站、南京復興站、忠孝新生站、忠孝復興站、景安站
11. 高雄捷運美麗島站（紅線和橘線）
12. 東日本旅客鐵道秋葉原站、西船橋站、新松戶站、西國分寺站、南浦和站
13. 曼谷地鐵島本站（紫線和藍線）
14. 巴生谷综合运输系统捷运敦拉萨国际贸易中心站
15. 首爾地鐵東大門歷史文化公園站（2號線與4號線，換乘5號線需走轉線通道）
16. 多倫多地鐵：布魯亞－央街站（央街－大學線和布魯亞－丹佛線）

#### 經換乘層之垂直換乘
在部分車站，兩線月台之間增設了換乘層。
若兩線月台以疊式、十字、T形等方式上下排列，換乘層主要設於月台之間的樓層。若兩線月台並排或處於同一水平，而車站又同時設立了大堂層及換乘層，換乘層就會處於月台上/下方。部分車站則只設立了行人隧道/天橋供乘客跨越軌道至另一線月台。
增設換乘層的原因可能如下：
- 月台距離車站大堂較遠，增設換乘層可讓乘客毋需經過大堂換乘，縮短換乘時的步行距離。
- 為了疏導換乘的客流而增設換乘層。
- 兩線月台間的垂直距離過大，或/及空間限制導致無法設立直接往返兩線月台的樓梯／電扶梯／升降機

車站例子有：
1. 港鐵何文田站（使用升降機則毋須於換乘層步行)、金鐘站（港島綫、荃灣綫來往南港島綫、東鐵綫）、鰂魚涌站（使用升降機則可跳過換乘層)
2. 广州地铁高增站
3. 深圳地鐵车公庙站（深圳地铁7号线、深圳地铁9号线東西行相反方向）
4. 杭州地鐵黃龍體育中心站、永盛路站
5. 巴生谷综合运输系统吉隆坡中央车站
6. 首爾地鐵可樂市場站、梧琴站

#### 經大堂之垂直換乘
大堂轉乘常見於設有側式月台或設有多於兩個月台的車站。若兩線月台以疊式、十字、T形等方式上下排列，而月台之間的樓層為大堂層，乘客換乘時就需經過大堂。若兩線月台並排或處於同一水平，而車站又沒有設立換乘層，處於月台上/下方的大堂層就會成為換乘時必經之道。部分車站則在設立了行人隧道/天橋供乘客跨越軌道至另一線月台的同時，在隧道/天橋設立車站大堂及出口。
乘客下車後一般需要利用樓梯或電動扶梯，經過位於另一樓層的車站大堂，再利用樓梯／電扶梯／電梯（如有）到達另一條路線的月台。例子有：
1. 倫敦地鐵大都會線與英國國家鐵路奇爾特恩主線之間：山上哈羅站
2. 臺北捷運臺北車站、民權西路站和南港展覽館站；
3. 臺灣鐵路蘇澳新站（來往蘇澳車站）
4. 香港鐵路大圍站（東鐵線南行與屯馬線南行之間的換乘除外）、南昌站（屯馬線北行-東涌線南行除外）、荔景站（荃灣線、東涌線逆方向轉乘）、鑽石山站；
5. 東日本旅客鐵道東京站（京葉線轉乘其他路線）；
6. 九州旅客鐵道久留米站（九州新幹線與兩條在來線路線: 鹿兒島本線與久大本線間的換乘，換乘時需經過新幹線付費區和在來線付費區間的換乘閘門，但毋需離開付費區）
7. 上海軌道交通莘庄站、人民广场站、虹桥火车站站及世紀大道站；
8. 北京地铁宋家庄站；
9. 广州地铁体育西路站；
10. 大连地铁3号线开发区站；
11. 长沙地铁长沙火车南站；
12. 深圳地鐵前海灣站（1號線/5號線/11號線）、福田站（2號線/11號線）、車公廟站（1號線/11號線）、福民站（4號線/7號線/10號線）、紅嶺站（3號線/9號線）、黃貝嶺站（2/8號線與5號線不同方向）、紅山站（4號線/6號線）。

#### 同時經大堂及換乘層之垂直換乘
在少數車站中，乘客換乘時需同時經過車站的大堂層及換乘層才能抵達另一線月台。
1. 臺北捷運大安站、忠孝復興站、南京復興站、景安站

### 通道轉乘

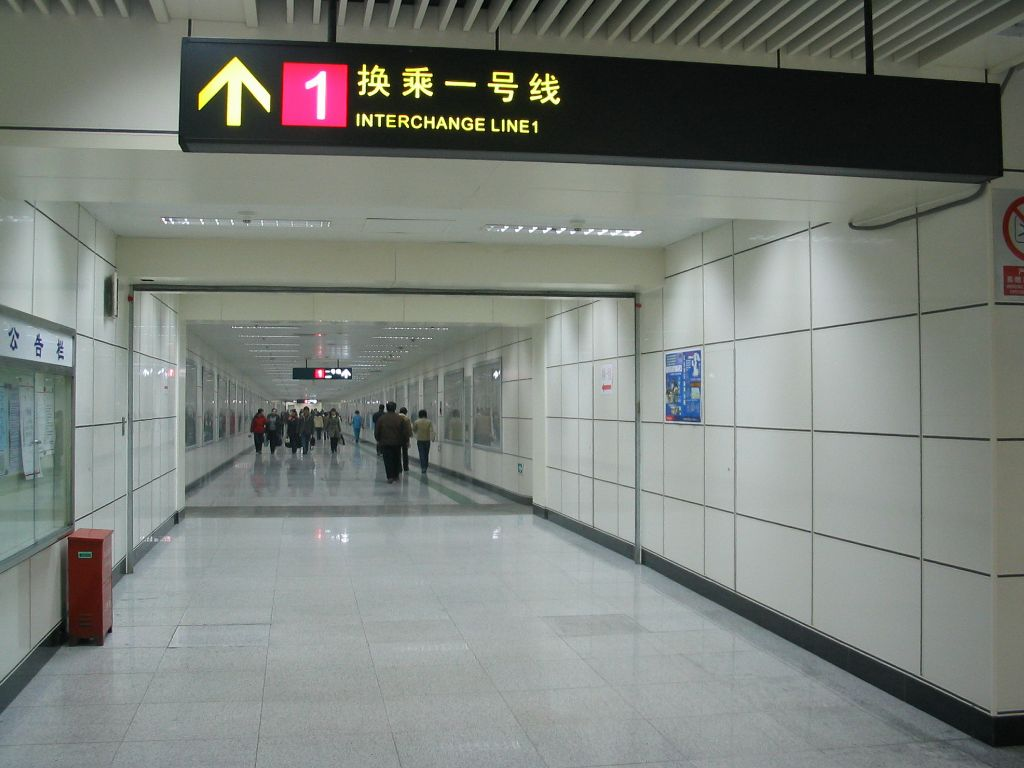
上海南站站的轉乘通道，乘客需經過此通道來往一號線與三號線月台。

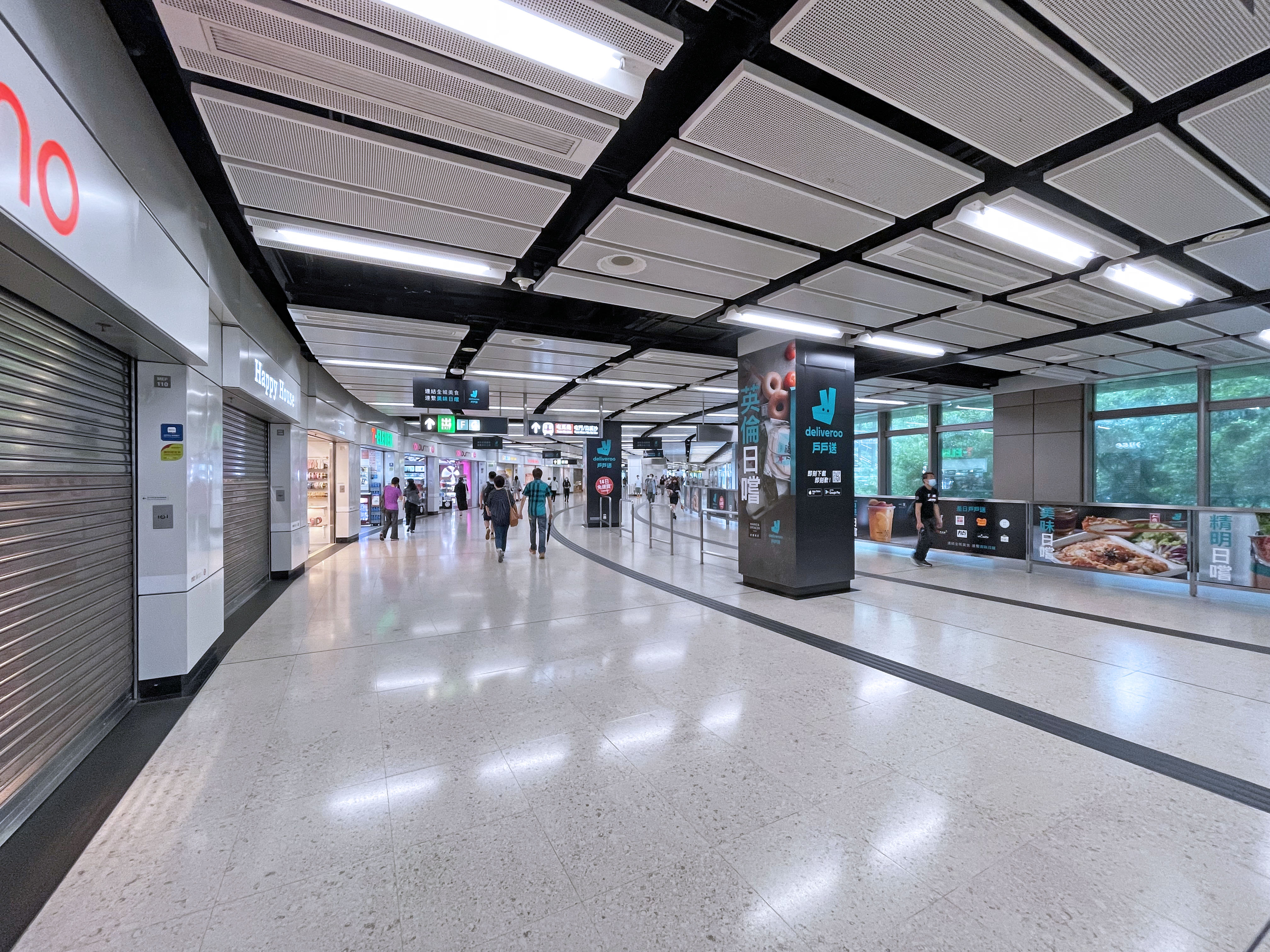
在美孚站，乘客需經過付費區內的轉乘通道來往荃灣綫與屯馬綫月台。

通道轉乘常見於兩月台間相距較遠的車站或兩個以通道相連的車站。乘客下車後需經過專用通道，步行一段距離，到達另一條路線的月台轉車，通常都需要在中途利用樓梯、電扶梯、電梯等轉換樓層。例子有：
1. 東京地下鐵大手町站、國會議事堂前站－溜池山王站[註 6]
2. 港鐵鰂魚涌站、香港站－中環站、美孚站、九龍塘站
3. 广州地铁杨箕站、黄沙站、东山口站、西塱站、石壁站、汉溪长隆站、广州火车站等
4. 北京地铁西直门站、东直门站、望京西站、军事博物馆站、国贸站、奥林匹克公园站
5. 上海軌道交通上海南站站、中山公园站、虹口足球场站、宜山路站、虹桥路站、徐家汇站、南京東路站等
6. 杭州地鐵濱康路站、鳳起路站、西湖文化廣場站（1/3號線與19號線之間）、錢江路站（2/4號線與9號線之間）、武林門站、沈塘橋站（從2號線車站大廳付費區轉乘，必須經過2號線月台）、市民中心站、御道站、臨平南高鐵站站（杭州9號線與杭海城際）、文海南路站、蕭山國際機場站、建設三路站、金家渡站、火車東站（東廣場）站；
7. 长春轨道交通职业学院站、解放桥站、吉林大路站、卫星广场站
8. 京王電鐵與小田急電鐵的下北澤站
9. 新加坡地鐵歐南園站
10. 深圳地鐵購物公園站、少年宮站、市民中心站、深圳北站、布吉站、大劇院站、后海站、上梅林站、華強北站
11. 武漢地鐵循禮門站、范湖站、江汉路站等
12. 长沙地铁溁湾镇站、光达站
13. 巴生谷综合运输系统轻快铁占美清真寺站、捷运默迪卡站－轻快铁人民广场站等
14. 首爾地鐵近乎全網絡都是此設計。
15. 大倫敦軌道運輸：哈克尼唐斯站（倫敦地上鐵李河谷線、英國國家鐵路）和哈克尼中央站（倫敦地上鐵北倫敦線）[2]
16. 澳門輕軌蓮花站、協和醫院站

## 图片集

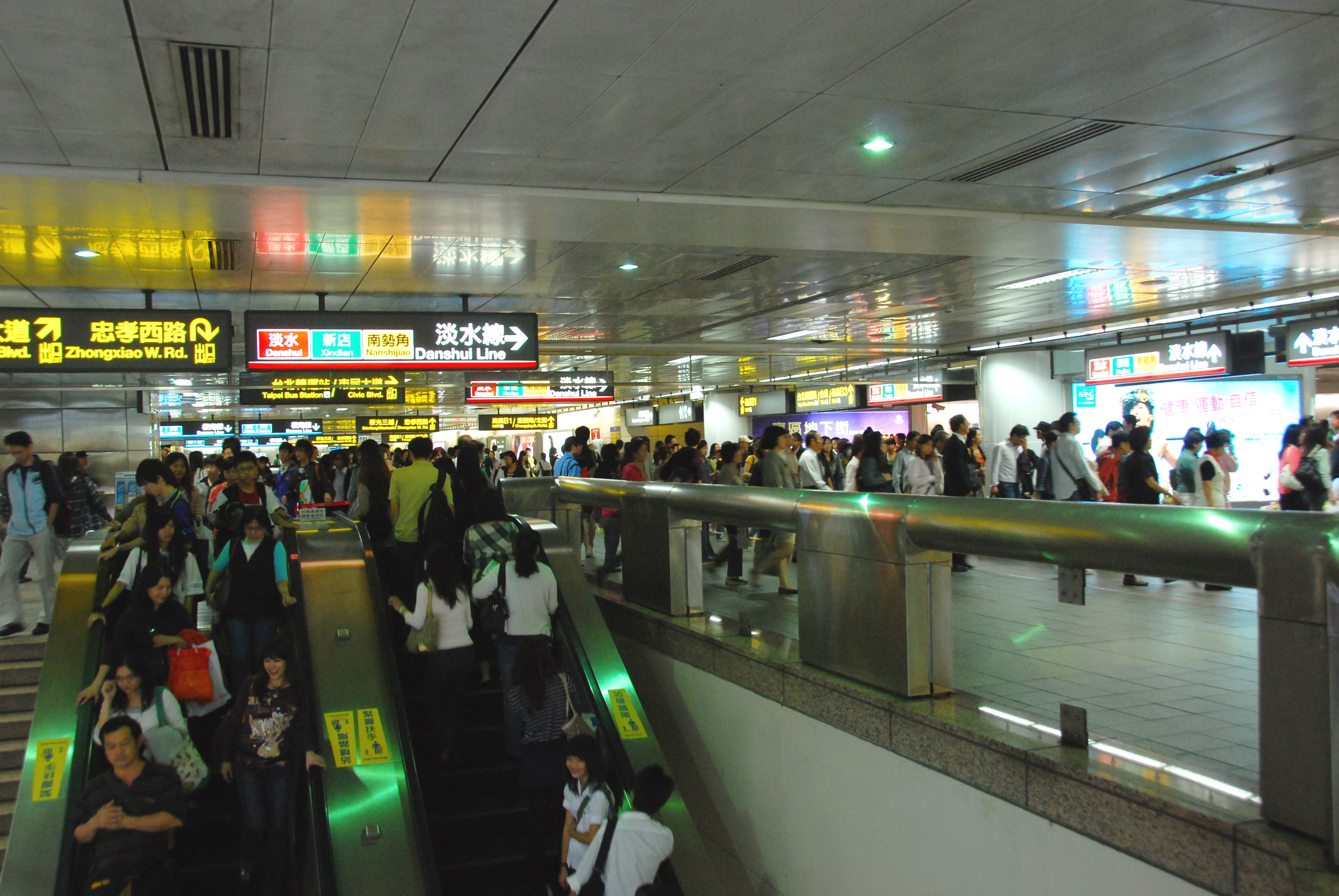
台北車站地下三樓的捷運轉乘大堂，板南線及淡水信義線月台間轉車的乘客皆需經過此大堂。
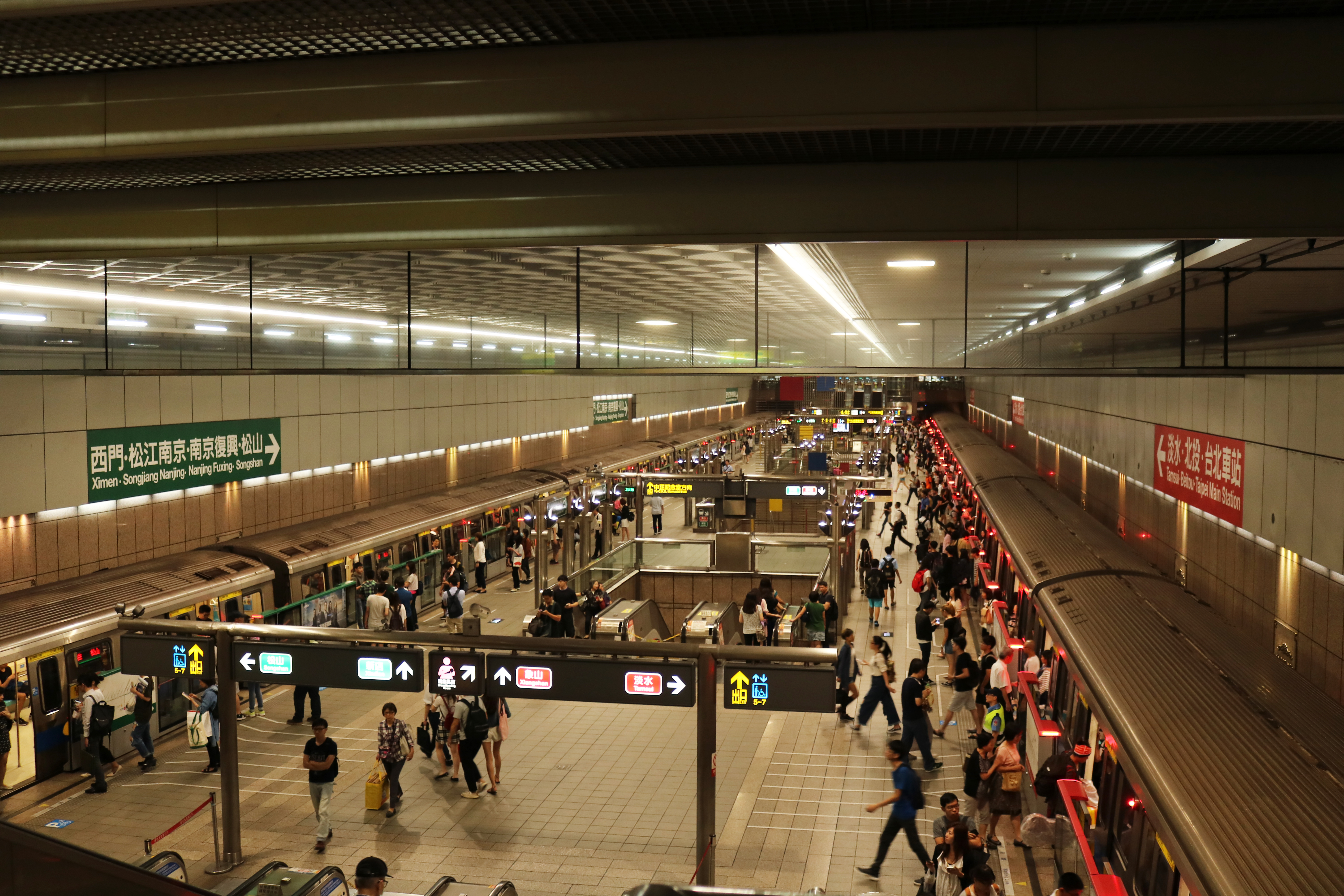
中正紀念堂站為一座跨月台換乘站，淡水信義線及松山新店線的月台設在同一層。
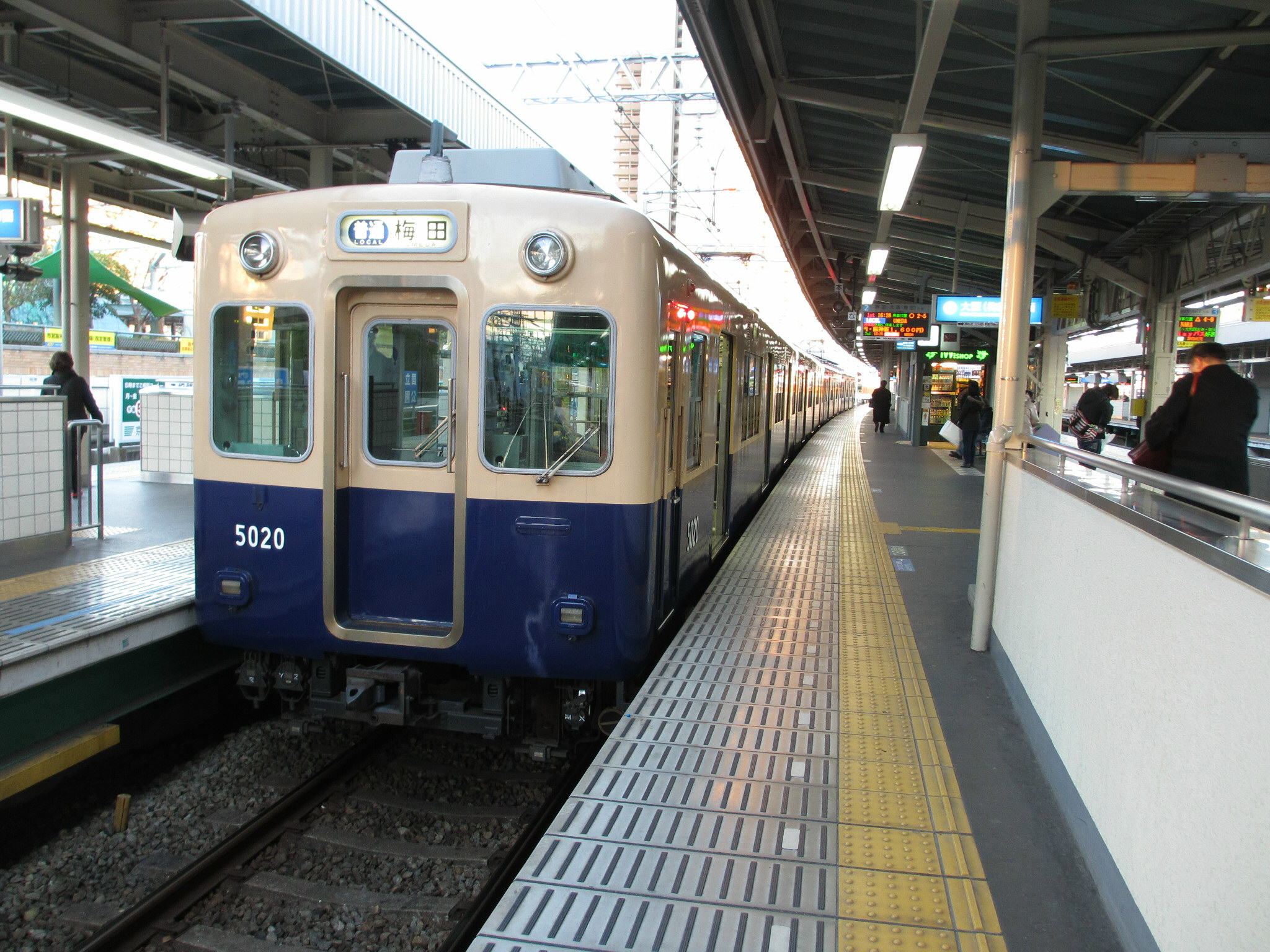
特殊的跨月台換乘形式：在阪神電鐵尼崎站1號月台與3號月台之間換乘的乘客需要穿過此停靠在2號月台的普通列車實現跨月台轉車。
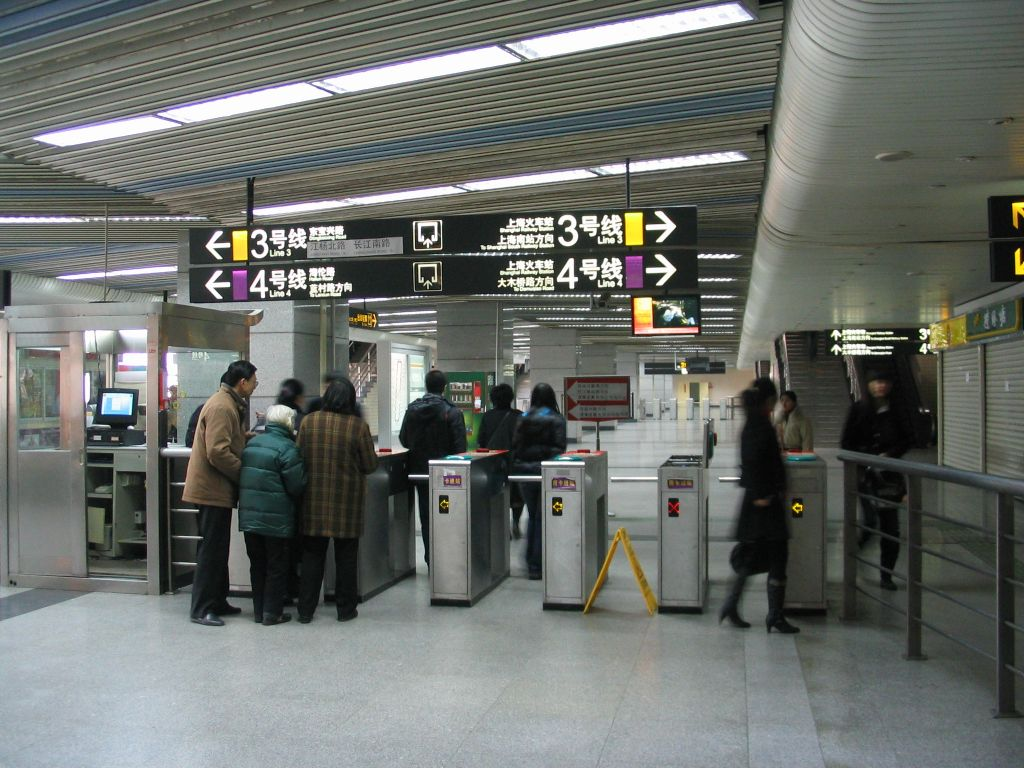
寶山路站的大堂，三號線與四號線的相同方向乘客可同月台換乘；相反方向乘客則可經過大堂換乘。
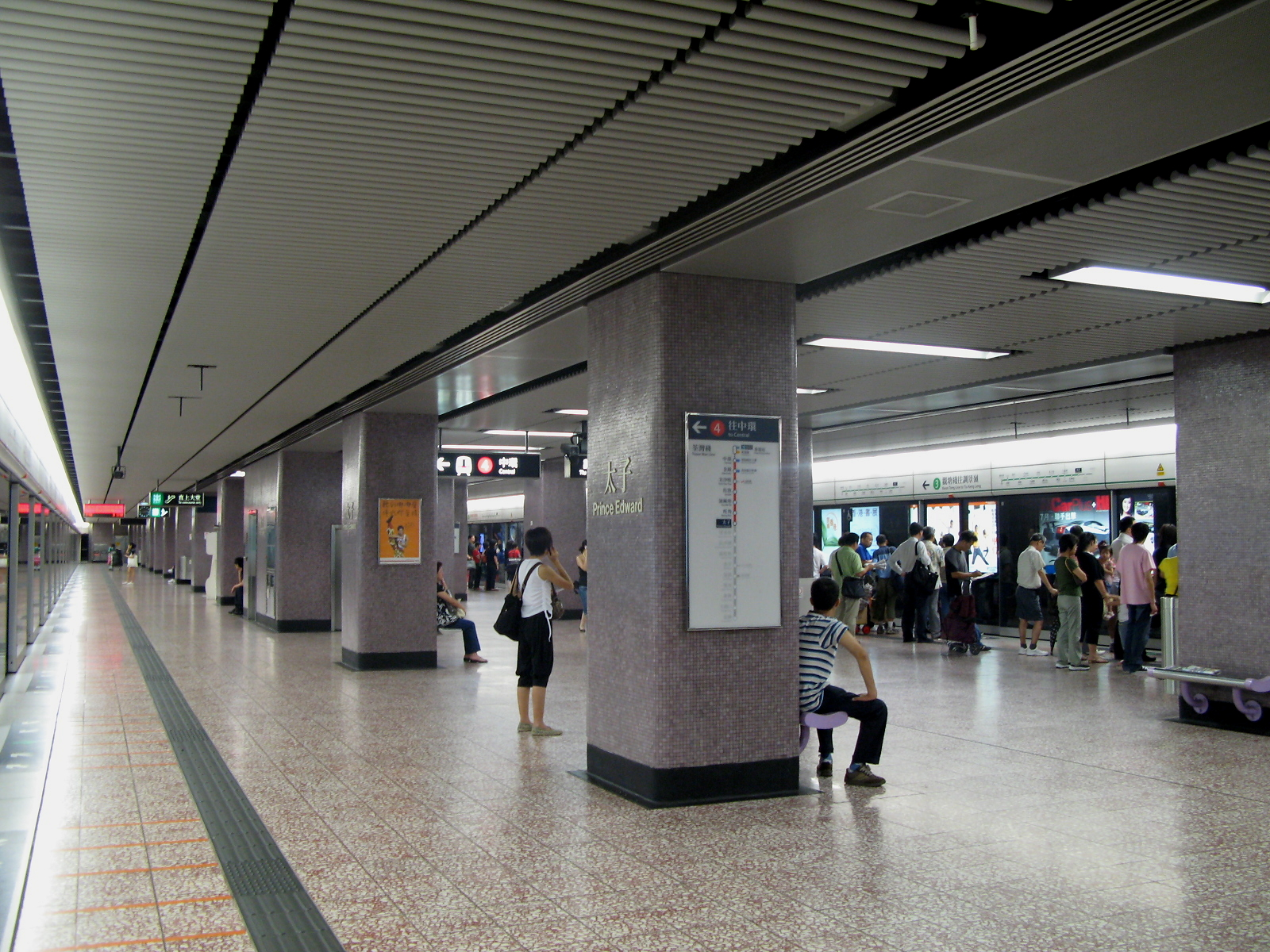
太子站的月台使用跨月台換乘方式，荃灣綫往中環方向（左）的乘客可在此月台換乘觀塘綫往調景嶺方向。
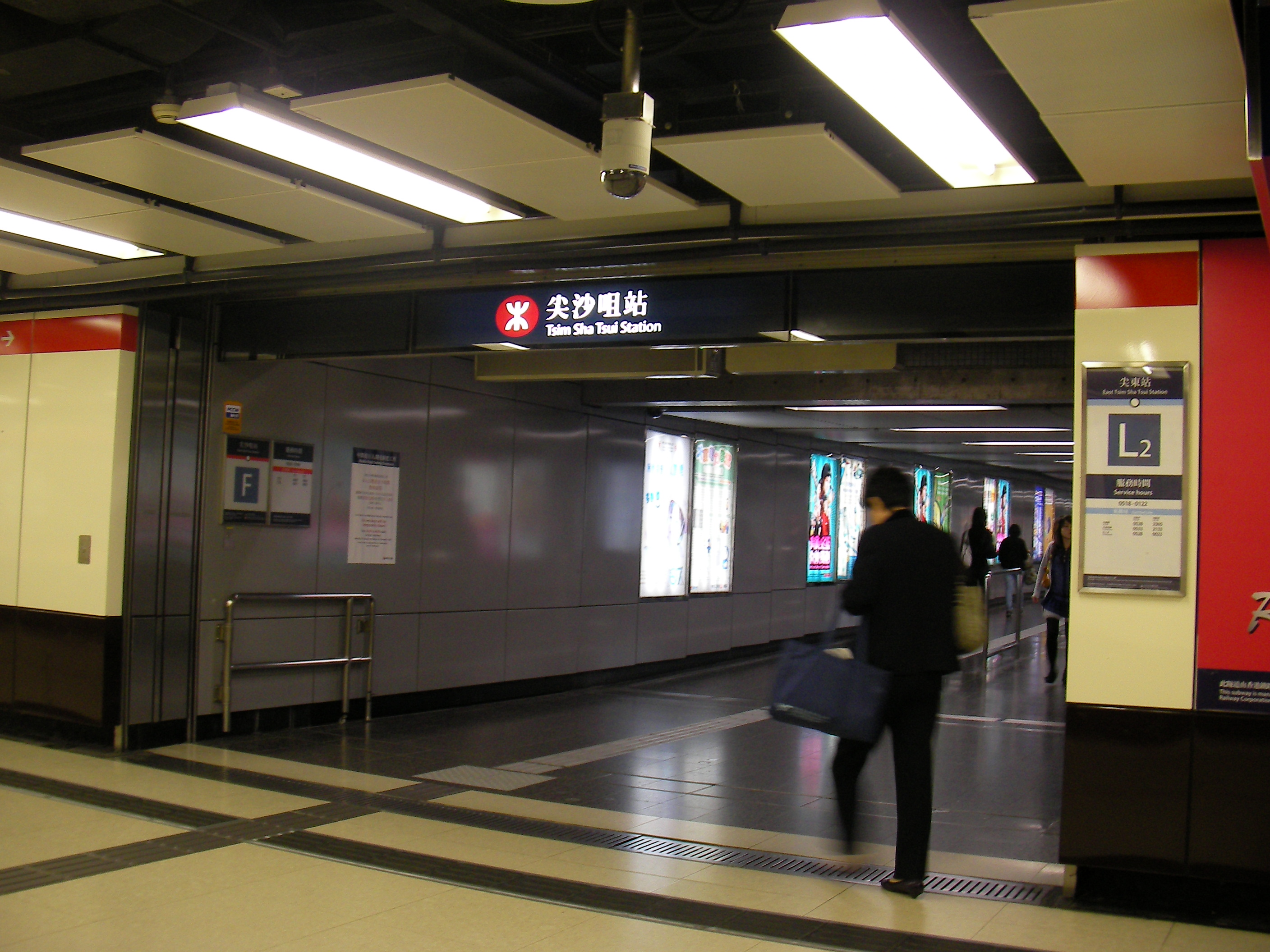
尖沙咀站和尖東站為出站轉乘車站，乘客需經由行人隧道來往兩個車站，出站轉乘只限於使用「八達通」的乘客，而不適用於使用單程票的乘客。
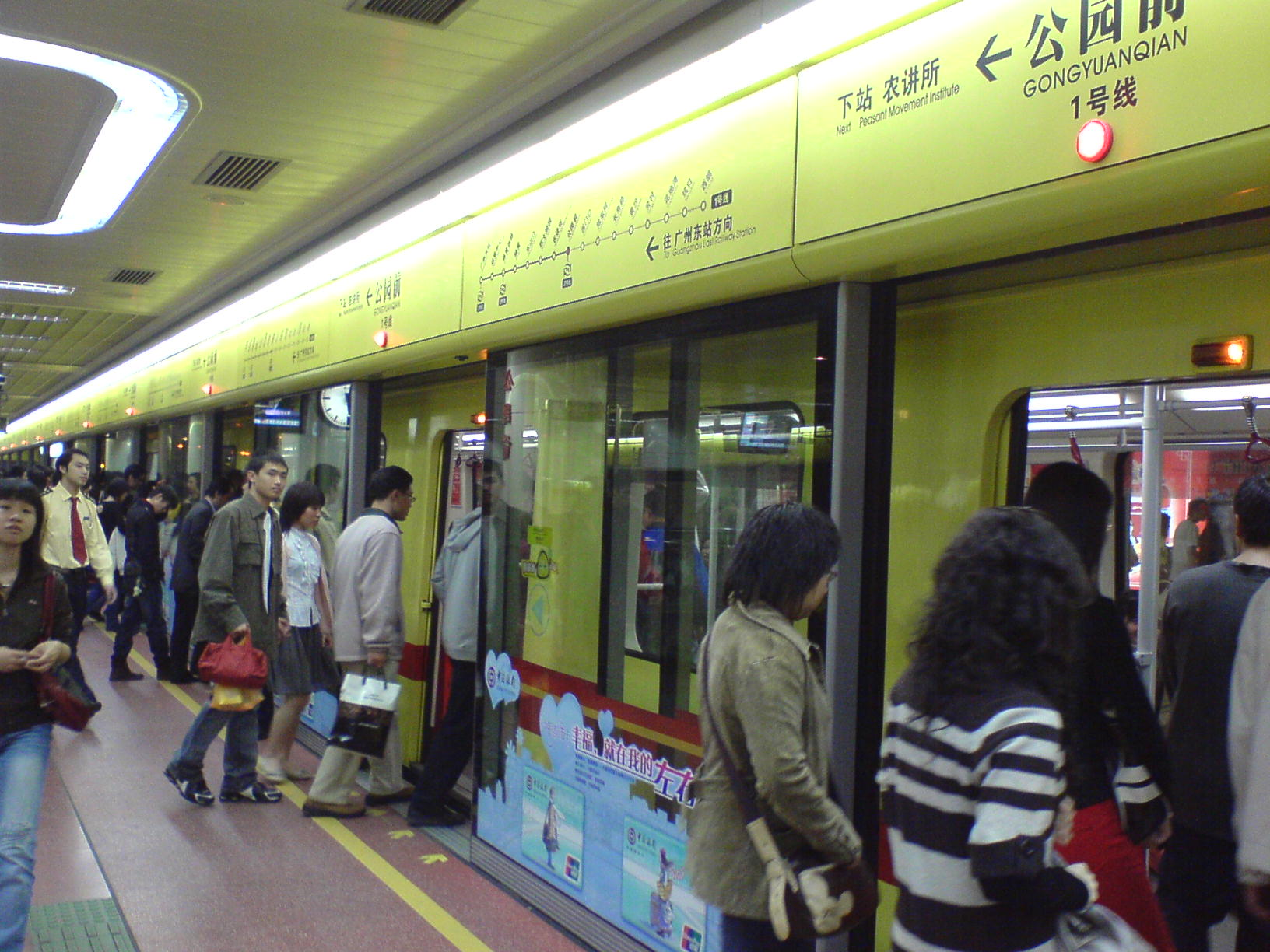
公園前站的島式月台及側式月台呈十字型分佈，乘客須依照指定方向下車換乘。
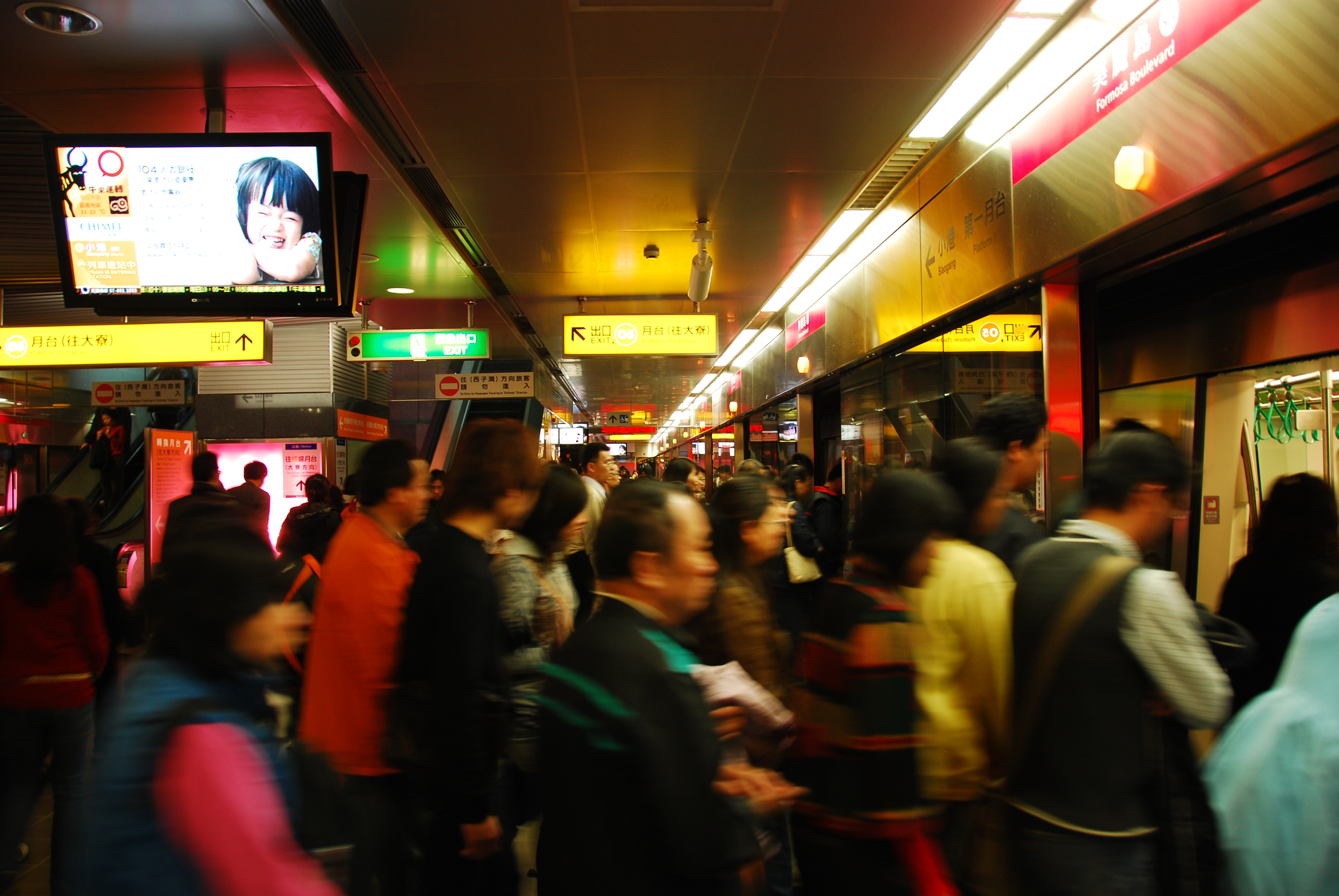
美麗島站紅線的島式月台及橘線的側式月台亦呈十字型分佈，往返兩線月台無須行經非付費區。
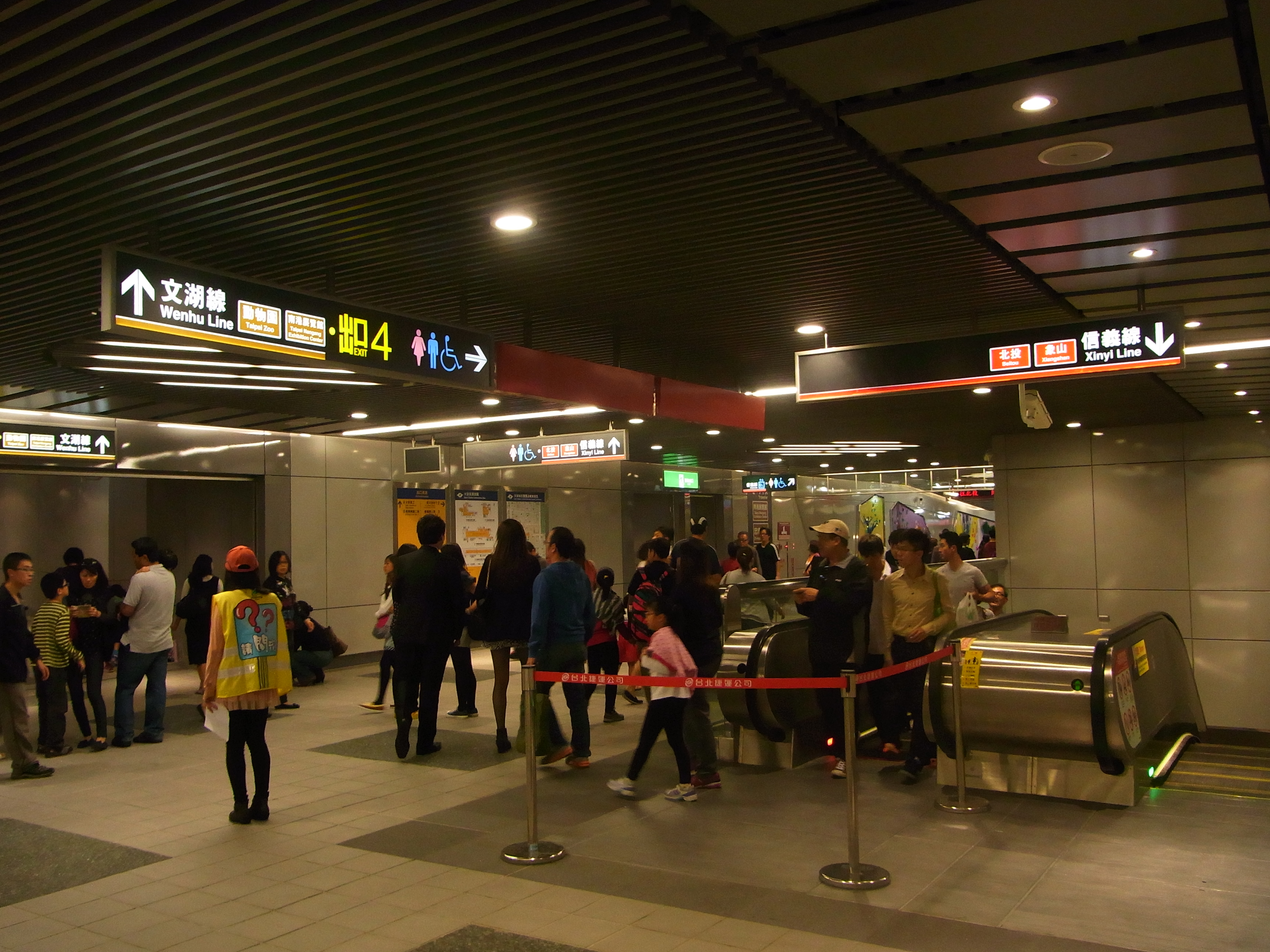
大安站的淡水信義線月台於2013年11月啟用[3]後，乘客可經換乘通道，透過1樓大廳前往文湖線高架月台。
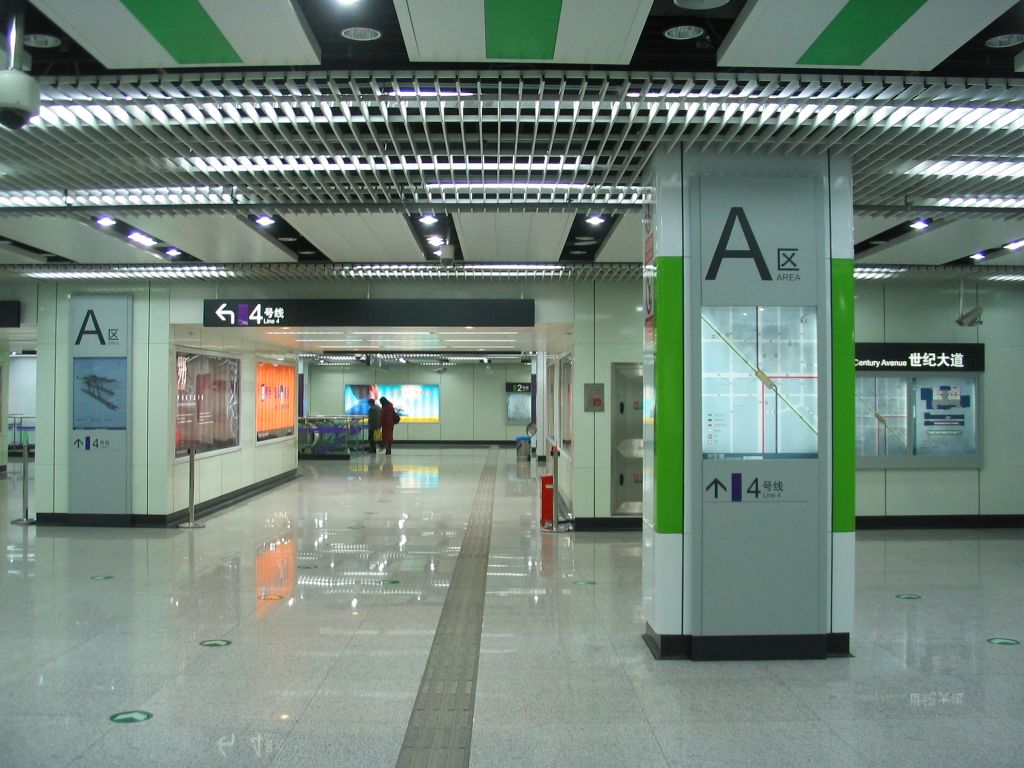
世纪大道站的四線換乘大堂，來往二號線、四號線、九號線的乘客以及乘坐六號線的乘客需經過此大堂。